# مارك براشاو (غطاس)
مارك براشاو (بالإنجليزية: Mark Bradshaw) هو غطاس أمريكي، ولد في 12 مايو 1962.

## وصلات خارجية
- مارك براشاو على موقع الاتحاد الدولي للسباحة (الإنجليزية)
- مارك براشاو على موقع اللجنة الأولمبية الدولية (الإنجليزية)
- مارك براشاو على موقع أوليمبيديا (الإنجليزية)